# Mr. Freeze (videogioco)
Mr. Freeze è un videogioco platform pubblicato nel 1984 per Amstrad CPC, Commodore 64 e ZX Spectrum da Firebird, all'epoca un'etichetta di titoli a basso costo.

## Modalità di gioco
Il gioco è ambientato in un enorme congelatore, composto da 6 stanze a schermata fissa con visuale di profilo. Mr. Freeze è anche il nome del protagonista, che deve scongelare questi sei compartimenti raggiungendo l'apposito bottone in cima a ciascuno schermo. Le stanze sono collegate da passaggi e possono essere completate in qualsiasi ordine. Ogni stanza è costituita da più piani collegati da scale a pioli e infestata da pericoli come cibo animato, robot e raggi congelanti, e sono letali anche le cadute. Mr. Freeze può saltare gli ostacoli e sparare orizzontalmente, ma i colpi hanno solo l'effetto di respingere temporaneamente i nemici.
Il tema musicale è l'Aria sulla quarta corda di Bach.